# بوگدان ماکوتس
بوگدان ماکوتس (انگلیسی: Bohdan Makuts؛ زادهٔ ۴ آوریل ۱۹۶۰) ژیمناست هنری اوکراینی‌تبار اهل شوروی بود.